# Halicardia
Halicardia is een geslacht van tweekleppigen uit de  familie van de Verticordiidae.

## Soorten
- Halicardia angulata (Jeffreys, 1882)
- Halicardia axinoides Seguenza G., 1876
- Halicardia carinifera (Locard, 1898)
- Halicardia flexuosa (Verrill & Smith in Verrill, 1881)
- Halicardia gouldi Dall, Bartsch & Rehder, 1938
- Halicardia houbricki Poutiers & Bernard, 1995
- Halicardia maoria Dell, 1978
- Halicardia nipponensis Okutani, 1957
- Halicardia perplicata (Dall, 1890)
- Halicardia philippinensis Poutiers, 1981